# أنظمة الاستكشاف الأرضية
برنامج أنظمة الاستكشاف الأرضية (بالإنجليزية: Exploration Ground Systems)‏، ويُختصر إلى برنامج (EGS)، وهو أحد البرامج الثلاثة التابعة لوكالة ناسا القائمة بمركز كينيدي للفضاء في فلوريدا. أُسس هذا البرنامج لتطوير وتشغيل الأنظمة والمنشآت اللازمة لتشغيل وإطلاق الصواريخ والمركبات الفضائية خلال مراحل التجميع، والنقل، والإطلاق. يُجهز هذا البرنامج البنية التحتية الخاصة بوكالة ناسا لدعم صاروخ نظام الإقلاع للفضاء (SLS) الخاص بالوكالة مع حمولاته، مثل مركبة أوريون الفضائية في مهمة أرتيميس 1. تعتبر أرتيميس 1 المهمة الأولى ضمن سلسلة من المهمات المعقدة تدريجيًا، والتي ستمكن البشر من استكشاف القمر والمريخ.

## ممتلكات البرنامج
يمتلك برنامج أنظمة الاستكشاف الأرضية الممتلكات التالية ويديرها:
- مبنى تجهيز المركبات
- مركز التحكم بالإطلاق، غرفة الإطلاق الأولى
- ناقلة الصواريخ الزاحفة
- منصة الإطلاق المتنقلة رقم 1، ومنصة الإطلاق المتنقلة رقم 2
- منصة الإطلاق رقم 39 بي

## تاريخ
سُمي هذا البرنامج في البداية ببرنامج عمليات وتطوير الأنظمة الأرضية (GSDO). وترجع جذوره إلى برنامج كونستليشن (2010-2005)، ولكن ضُمت الممتلكات في حيازة هذا البرنامج، وبدأت عملياته، في ظل مشروع نظام الإقلاع للفضاء بدءًا من عام 2010. وعلى سبيل المثال، بعد آخر إطلاق للمكوك الفضائي، أصبح البرنامج مسؤولًا عن مجمع الإطلاق رقم 39 إيه. ومع ذلك، لم توجد أي خطط لاستخدام هذه المنصة، وبلغت تكلفة عمليات الصيانة الأساسية ملايين الدولارات سنويًا. وفي عام 2013، وقعت ناسا عقدًا طويل الأمد لتأجير هذه المجمع إلى شركة سبيس إكس. وقدمت شركة بلو أوريجين اعتراضًا إلى مكتب محاسبة الحكومة (GAO) بأن هذه المنصة لا يجب أن تكون حكرًا على أي شركة، وأنها يجب أن تُدار بواسطة مستأجر يعمل على تأجيرها من الباطن إلى عدد من المستخدمين المختلفين ليستفيدوا منها في إطلاق صواريخهم. ومع ذلك، رفض المكتب هذا الالتماس وسمح لناسا بتأجير المجمع إلى شركة سبيس إكس؛ إذ لم يكن هناك أي تصريح من وكالة ناسا تفضل فيه، أو تعارض، سياسة تعدد المستخدمين.
كان الغرض من برنامج أنظمة الاستكشاف الأرضية بشكل عام «دعم الأنواع المتعددة من المركبات الفضائية والصواريخ التي لا تزال قيد التطوير بخلاف العمل السابق الذي كان يُركز على نوع واحد من مركبات الإطلاق، مثل الصاروخ ساتورن 5 أو المكوك الفضائي، وتهدف مهمة برنامج أنظمة الاستكشاف الأرضية إلى تحويل المركز من مجمع الإطلاق التاريخي، والذي كان يخضع لسيطرة الحكومة فقط، إلى ميناء فضائي قادر على التعامل مع العديد من الأنواع المختلفة من المركبات الفضائية والصواريخ الحكومية والتجارية على حد سواء». وخُطط أن تكون المنصة الأخرى بمجمع الإطلاق رقم 39، مجمع الإطلاق 39 بي، مُخصصةً لدعم المستفيدين من سياسة تعدد المستخدمين. ومع ذلك، وبمرور الوقت، أُزيلت جميع مركبات الإطلاق البديلة التي كان مُخطط لها أن تستخدم هذه المنصة من الخطة، أو أُلغيت تمامًا، مثل ليبرتي وأوميغا. وكانت أوميغا المركبة الأخيرة التي استُبعدت من البرنامج، وأُلغيت المركبة وتقرر إزالة برج الإطلاق الخاص بها في سبتمبر 2020. وجعل هذا برنامج أنظمة الاستكشاف الأرضية مركزًا بشكل فردي على دعم نظام الإقلاع للفضاء ومركبة أوريون الفضائية، وهذا يعني أن مجمع الإطلاق 39 بي سيطلق رحلة واحدة على الأغلب سنويًا طبقًا لمعلومات الإطلاق المُعلن عنها حاليًا. وفي النهاية، وكما هو متوقع في المستقبل، سيكون مجمع الإطلاق 39 إيه مؤجرًا بشكل حصري لشركة سبيس إكس، وسيكون مجمع الإطلاق 39 بي مخصصًا بشكل حصري لاستخدامه في نظام الإقلاع للفضاء.
تعمل تشارلي بلاكويل طومسون مديرةً لعمليات الإطلاق في برنامج أنظمة الاستكشاف الأرضية الخاص بوكالة ناسا. وستشرف تشارلي على العد التنازلي لإطلاق صاروخ نظام الإقلاع للفضاء ومركبة أوريون الفضائية. عُينت تشارلي بهذا المنصب في يناير 2016، وتعتبر تشارلي السيدة الأولى التي تشغل منصب مدير عمليات الإطلاق بوكالة ناسا.